# Erich Wolff
Pour les articles homonymes, voir Wolff.
Erich Wolff, né le 3 décembre 1874 à Vienne et mort au cours d'une tournée de concert le 20 mars 1913 à New York, est un pianiste et compositeur autrichien.

## Biographie
Erich Wollf fait ses études musicales à Viennes, auprès d'Anton Door pour le piano. Il vit à vienne puis à Berlin à partir de 1906. Il acquiert sa notoriété comme étant un excellent accompagnateur des chanteurs de son époque. Il écrit notamment des lieder, et un ouvrage de soixante de ses œuvres, publié à titre posthume, lui a valu beaucoup d'éloges. Il écrit également de la musique de chambre ainsi qu'un concerto pour violon.